# Бзово (Поморське воєводство)
Бзово (пол. Bzowo) — село в Польщі, у гміні Кобильниця Слупського повіту Поморського воєводства.
Населення — 157 осіб (2011).
У 1975-1998 роках село належало до Слупського воєводства.

## Демографія
Демографічна структура станом на 31 березня 2011 року:
|          | Загалом | Допрацездатний вік | Працездатний вік | Постпрацездатний вік |
| -------- | ------- | ------------------ | ---------------- | -------------------- |
| Чоловіки | 78      | 22                 | 49               | 7                    |
| Жінки    | 79      | 15                 | 42               | 22                   |
| Разом    | 157     | 37                 | 91               | 29                   |